# ميتابونتو

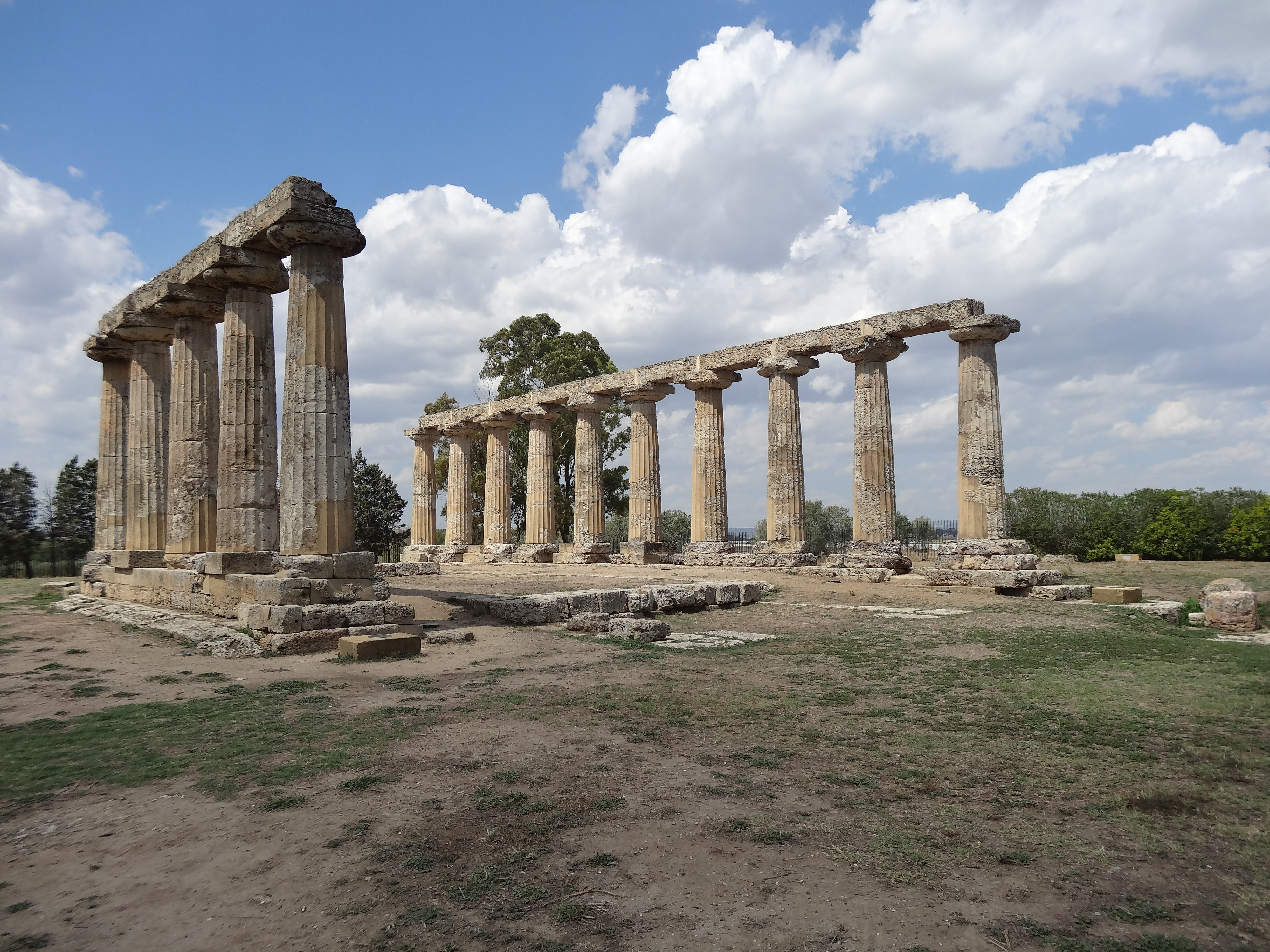

ميتابونتو (بالإيطالية: Metaponto)‏ هي بلدة صغيرة بتعداد سكان 1000 نسمة في مقاطعة ماتيرا في بازيليكاتا في إيطاليا.

## أعلام
- فيلولاوس